# Josepha von Dirkink
Josepha von Dirkink (* 29. März 1839 als Josepha Werthmöller in Mettingen; † 13. November 1905 in Hamm; verh. Josepha Sandhage) war eine deutsche Schriftstellerin.

## Leben
Geboren als Josepha Werthmöller in der Gemeinde Mettingen, verbrachte sie ihre Jugend auf den Gütern der Verwandten ihrer Mutter. Sie heiratete den Kaufmann und Gutsbesitzer August Sandhage und lebte mit ihm danach zunächst acht Jahre lang auf dem Jesuitenhof bei Coesfeld. Die Familie zog mehrfach um, so nach Lippstadt, Köln, Freiburg im Breisgau und Wiesbaden. Schon in Lippstadt hatte sie ihre erste Novelle verfasst und Levin Schücking ermunterte sie, weiter zu schreiben. Aber erst in Wiesbaden, als sie Kontakt zu den Schriftstellern Friedrich von Bodenstedt, Gustav Freytag, Amely Bölte und anderen hatte, beschäftigte sie sich intensiver mit dem Schreiben. Sie legte sich das Pseudonym Josepha von Dirkink zu. 1894 gab sie die Schriftstellerei auf und beschäftigte sich nur noch mit der Sammlung von Novellen und Romanen. Als Witwe wohnte sie lange Zeit bei ihrem Sohn, dem Pfarrer Albin Sandhage, zunächst in Herstelle an der Weser, später in Hamm. Dort verstarb sie 1905 und wurde auf dem Hammer Ostenfriedhof beigesetzt.

## Werke
- Meister Mueller und sein Geselle. Bachem, Köln 1885.
- Herms Vermächtnis. Eine münsterländische Novelle. Bachem, Köln 1886 (in einem Band mit: Dita. Novelle von E. Polko. Der Teufelstriller. Culturgeschichtliche Novelle von K. von Leonhard = Bachem’s Novellenslg. 24);
- Im Kampf mit der Welt. Münsterländische Novelle. Bachem, Köln 1889 (in einem Band. mit: Im Land der Mondscheinler von H. von Einbeck. Gelandet. Novelle von W. von Dalwitz = Bachems Novellensammlung 40).
- Heideblumen. Dorfgeschichte. Missionsdruckerei, Steyl 1897.
- Heideblumen. Novellen und Skizzen. Missionsdruckerei, Steyl 1897.
- Auf dem Hartwighofe. Roman. 1898.
- Heckenrosen. Novellen und Skizzen. Missionsdruckerei, Steyl 1899.
- Um den Lorbeer. Roman.  (= Roman- und Novellenschatz 19). R. Abt, München/Wien 1899.
- Dorfnovellen. 3 Bände. 1900.
- Ginsterblüten. Novellen und Skizzen. Missionsdruckerei, Steyl 1901.
- Die beiden Brune. Roman. Bachem, Köln 1904.
- Auf roter Erde und andere Novellen. (= Aus Vergangenheit und Gegenwart 56). Butzon und Zenker, Kevelaer 1904.

postum
- Der Klosterschatz. (= Für Herz und Haus. Familienbibliothek 26). Habbel, Regensburg 1906.
- Ginsterblüten. Novellen und Skizzen. Faksimile der Ausgabe Missionsdruckerei, Steyl 1901. Bochumer Univ.-Verl., Bochum 2002.